# Zöld-tavi-völgy
A Késmárki-Fehérvíz-völgy három nagy oldalvölgyének egyike. A völgy szája a Késmárki-Fehér-víz és a Késmárki-Zöldtavi-patak összefolyásánál található. A völgy mélyen hatol be a Lomnici-csúcs ÉK. gerince alá. 
Nevét a völgyben lévő Késmárki-Zöld-tóról kapta. Először 1797-ben Dercsényi-Weiss János írásában jelent meg „Grünes Seethal” alakban.